# Aczino
Mauricio Hernández González (* 2. července 1991, La Paz, Edomex), umělecky známý jako Aczino, je mexický rapper a freestyler.
Je mezinárodně uznáván za svou účast na freestyle turnajích, zejména za úspěch v mezinárodním finále soutěže Batalla de los Gallos (Bitva kohoutů), která je považována za nejdůležitější freestyle rapovou soutěž ve španělštině a v níž v roce 2017 v Mexiku zvítězil.
Díky velkému počtu mezinárodních turnajů, které vyhrál, je často považován za nejlepšího rappera v historii soutěží.